# Orchid (album)
Pour les articles homonymes, voir Orchid.
Ne doit pas être confondu avec The Orchid Album.
Albums de Opeth
Morningrise
(1996)
Orchid est le premier album studio du groupe de death metal suédois Opeth, paru en 1995.
Les titres de l'album durent au moins neuf minutes, exception faite de Silhouette et de Requiem, deux interludes musicaux. Une erreur de mastering fait que la fin de la piste Requiem s'est retrouvée au début de The Apostle in Triumph.
L'album est édité par Candlelight Records en Europe et par Century Media en Amérique du Nord. Toutefois, deux ans séparent le lancement sur ces deux territoires. Orchid est réédité en 2000, avec une piste supplémentaire.

## Liste des pistes
1. In Mist She Was Standing (Åkerfeldt, Lindgren) — 14:09
2. Under The Weeping Moon (Åkerfeldt) — 9:52
3. Silhouette (Nordin) — 3:07
4. Forest Of October (Åkerfeldt, Lindgren) — 13:04
5. The Twilight Is My Robe (Åkerfeldt, Lindgren) — 11:03
6. Requiem (Åkerfeldt, Nordin) — 1:11
7. The Apostle In Triumph (Åkerfeldt, Lindgren) — 13:01

### Réédition de 2000
Lors de la réédition de l'album en 2000, une huitième piste est ajoutée d'après une démo enregistrée par le groupe en 1992 : Into The Frost Of Winter (6:20).

## Personnel
- Mikael Åkerfeldt — voix, guitare acoustique et électrique
- Peter Lindgren – guitare acoustique et électrique
- Johan DeFarfalla – guitare basse, choriste
- Anders Nordin – batterie, percussions, piano